# Eriochilus
Eriochilus é um género botânico pertencente à família das orquídeas, Orchidaceae, composto por nove espécies geófitas do sudoeste, sul e leste da Austrália onde crescem em florestas abertas, bosques e charnecas. Entre os gêneros que compõe a subtribo Caladeniinae, Eriochilus é o único gênero com flores de labelo com lâmina carnosa, e tufos de pilosidades glandulares, que forma um tubo estreito com a coluna. Sua espécies são compostas por plantas que têm um tubérculo enterrado, sem raízes aparentes, caules delicados não ramificados com uma única folha oval, basal ou acima do solo, inflorescência alongada com até quatro flores. As flores têm grandes sépalas laterais pálidas que destacam-se mais que os outros segmentos. A  sépala dorsal fica tombada sobre a coluna, as pétalas são estreitas e bem menores ambas de cores escuras e similares. O labelo é obscuramente tri-lobulado, com lóbulo intermediário amplo, base estreita e margens refletidas coberto de pelos púrpura ou brancos.

## Publicação e sinônimos
- Eriochilus R.Br., Prodr. Fl. Nov. Holl.: 323 (1810).

Espécie-tipo:
- Eriochilus autumnalis R.Br., Prodr.: 323 (1810) = Eriochilus dilatatus Lindl., Sketch Veg. Swan R.: 53 (1840)

Sinônimos:
- Eriochilum Ritgen, Marburg. Geogr. Schriften 2: 121 (1831), orth. var.

## Espécies
1. Eriochilus cucullatus (Labill.) Rchb.f., Beitr. Syst. Pflanzenk.: 27 (1871)
2. Eriochilus dilatatus Lindl., Sketch Veg. Swan R.: 53 (1840)
3. Eriochilus helonomos Hopper & A.P.Br., Nuytsia 16: 45 (2006)
4. Eriochilus magenteus D.L.Jones, Orchadian 15: 551 (2008).
5. Eriochilus petricola D.L.Jones & M.A.Clem., Orchadian 14(8: Sci. Suppl.): viii (2004)
6. Eriochilus pulchellus Hopper & A.P.Br., Nuytsia 16: 48 (2006)
7. Eriochilus scaber Lindl., Sketch Veg. Swan R.: 53 (1840)
8. Eriochilus tenuis Lindl., Sketch Veg. Swan R.: 53 (1840)
9. Eriochilus valens Hopper & A.P.Br., Nuytsia 16: 58 (2006)